# Хронос (фильм, 1985)
«Хро́нос» (англ. Chronos, от др.-греч. Χρόνος «время») — среднеметражный неигровой абстрактный фильм американского кинорежиссёра и оператора Рона Фрике, снятый в 1985 году и ставший его дебютом в качестве режиссёра. Фильм не имеет диалогов и состоит из запечатлённых в замедленной съёмке панорам пейзажей, античных скульптур и архитектуры, улиц современных городов. По стилистике фильм близок к «Койяанискаци» Годфри Реджио (1983), который Фрике снимал как оператор. Изначально фильм демонстрировался в кинотеатрах IMAX.

## Синопсис
Фильм рассказывает историю западной цивилизации через симфонию визуальных образов и музыки. Жизнь представлена в фильме как постоянно меняющаяся последовательность исторических событий, как природных, так и вызванных человеком.
Фильм снимался в Египте, Греции, Испании, Израиле, Франции, Великобритании, Италии и США.

## Саундтрек
Музыку к фильму написал Майкл Стирнс, использовав в числе инструментов изобретённый им бластер-бим. 42-минутный саундтрек к фильму, состоящий из семи композиций, вышел в том же году.
1. Corridors Of Time
2. Essence And The Ancients
3. Angels, Bells And Pastorale
4. Escalator
5. Voices
6. Portraits
7. The Ride (Finale)